# جعفر محمد سعد
جعفر محمد سعد (عربی: جعفر محمد سعد؛ – ۶ دسامبر ۲۰۱۵) سیاست‌مدار اهل یمن بود.